# オート＝ピレネー県
オート＝ピレネー県（オート＝ピレネーけん、フランス語:Hautes-Pyrénées, オック語およびガスコーニュ語:Pirenèus NautsまたはHauts Pirenèus）は、フランスのオクシタニー地域圏の県である。

## 地理

オート＝ピレネーの地勢図

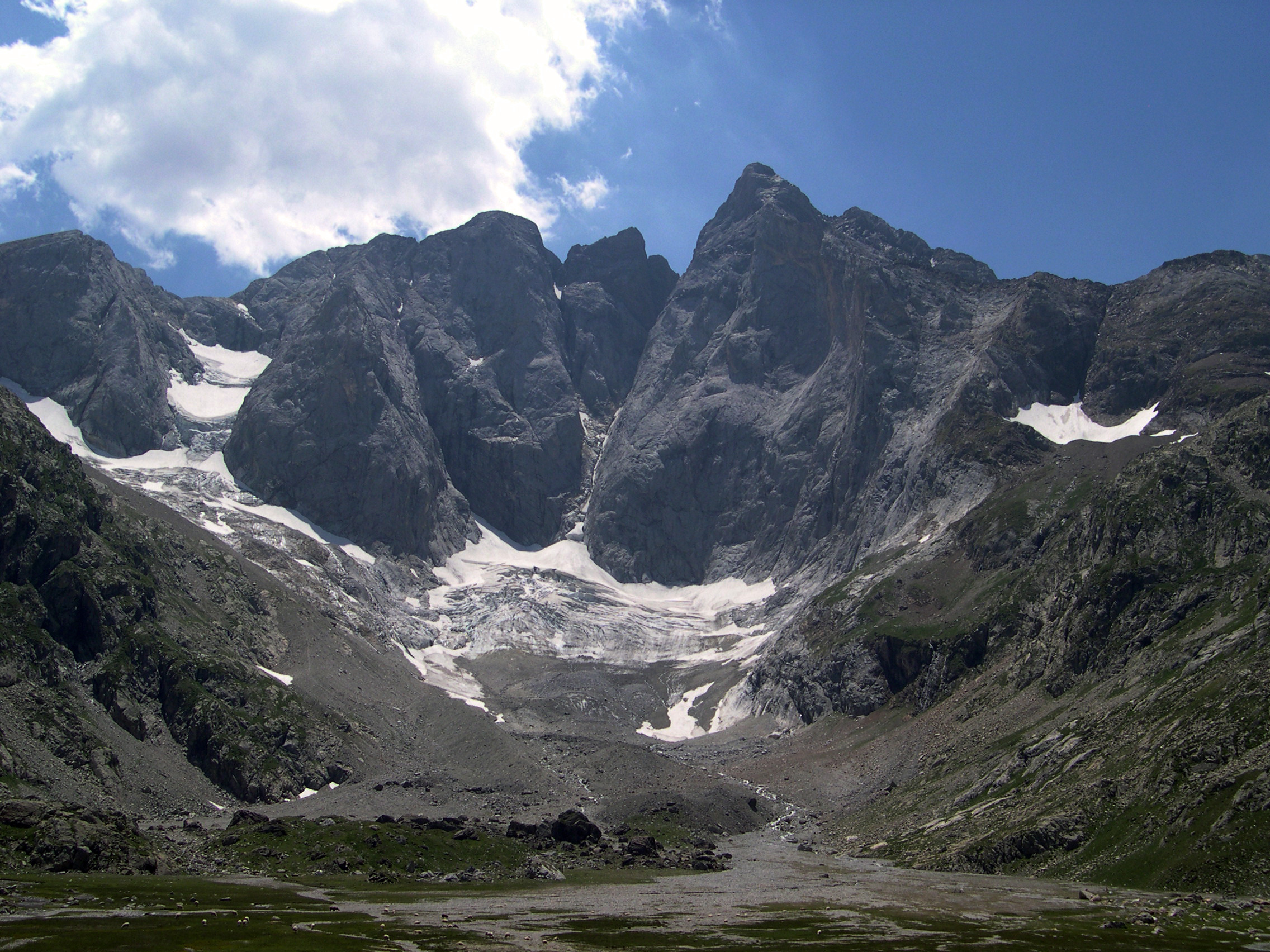
ヴィニュマール峰

ピレネー＝アトランティック県、ジェール県、オート＝ガロンヌ県、スペインのウエスカ県と接する。県内は自然区分として3つに分けられる。ピレネー山脈、山地と谷、小さな丘陵と平地である。ピレネー山脈は県南部にあり、県面積のおよそ半分を占める。山脈はフランス＝スペイン間の自然国境となっている。スペイン・アラゴン州へ往来できるのは、アラニョエ・ビエルサ・トンネル（fr）だけである。3000m以上の峰が35あり、最高地点は3298mのヴィニュマール峰である。
県内のピレネー山脈は2つの区分に分けられる。ヴィニュマール峰を含む標高の高いフランス領ピレネー、そして鎖状に連なる沈積地帯である。これはアルプス山脈で見られるものよりさらにどっしりとしているが標高は低い。沈積地帯が数多くの谷を孤立させ、自然の行き止まりをつくりだしている。これら岩石でできた壁によって、事実上の小空間が維持されている。
ピレネーの標高は北進するにつれ低くなっていく。山脈は山麓地帯に変わり、広大なランヌメザン台地（およそ標高600m）によって東進を制限されている。県にある給水塔は、ガロンヌ川やアドゥール川流域にある数多くの河川から給水している。この台地は、氷河の退行による第四紀の氷堆石からなる。
さらに北進、西進すると、山麓地帯はより大きな谷に達する。そこはより温暖な気候の丘陵地帯で、県人口の多くが集中している。
西へ行くとポー川盆地、またはラヴダン盆地がアルジュレス＝ガゾスト内の広大なルルド谷を形成する。
県中央部ではピック・ドゥ・ミディ・ド・ビゴール峰やトゥールマレ峠のあるカンパン谷がある。東へ行くと、ヌスト谷がアローまで続く。
気候は大まかに2つに分類される。北部や低地は温暖で風も穏やかである。南部や山脈では荒れやすく、冬季は長く雪で覆われる。

## 歴史

オート＝ピレネーの地図。
ビゴール
アルマニャック
ネブザン
リヴィエール＝ヴェルダン
コマンジュ

フランス革命後の1790年3月4日、ガスコーニュ州の一部であったビゴールやカトル・ヴァレを編成し誕生した。
隣県のピレネー＝アトランティック県内に、飛び地が2箇所ある。これは中世からの名残である。11世紀後半、ベアルン子爵ガストン4世は
モンタネール領主（ベアルンとビゴールの間の小さな領土も領有）タレーズ・ダラゴンを妻としていた。モンタネールはベアルン領となったが、タレーズが領有した5つの教区がピレネー＝アトランティック県に残り、飛び地となった。

## 行政区画
オート＝ピレネー県は3郡に分けられる。

### 自治体
- ジャンブリ

## 人口統計
| 1801年  | 1831年  | 1841年  | 1851年  | 1856年  | 1861年  | 1866年  |
| ------- | ------- | ------- | ------- | ------- | ------- | ------- |
| 174.741 | 233.031 | 244.196 | 250.934 | 245.856 | 240.179 | 240.252 |
| 1872年  | 1876年  | 1881年  | 1886年  | 1891年  | 1896年  | 1901年  |
| 235.156 | 238.037 | 236.474 | 234.825 | 225.861 | 218.973 | 215.546 |
| 1906年  | 1911年  | 1921年  | 1926年  | 1931年  | 1936年  | 1946年  |
| 209.397 | 206.105 | 185.760 | 187.875 | 189.993 | 188.604 | 201.954 |
| 1954年  | 1962年  | 1968年  | 1975年  | 1982年  | 1990年  | 1999年  |
| 203.544 | 211.433 | 225.730 | 227.222 | 227.922 | 224.759 | 222.368 |
| 2007年  | 2012年  |         |         |         |         |         |
| 228.594 | 228.854 |         |         |         |         |         |

## 経済
ピレネー山脈の高地では、家畜の飼育やトウモロコシ栽培が行われ、これらは大半が食品製造へと回される。農産品の中には、有名な『トレボンのタマネギ』や『タルブのアリコ』（アリコとはインゲンマメのこと）が含まれる。
工業は弱く、長きにわたり電気に関連したものが有名で、鉄道資材や織物業が挙げられる。また航空産業やエレクトロニクス産業へ転換しようとしてきた。ルルドやバニェール＝ド＝ビゴール周辺のタルブ谷で工業が盛んである。アルストムやセメアックやバニェール＝ド＝ビゴールに工場を持つ。EADS子会社のソカタ（fr）はオサンにて、ビジネスおよび観光用の飛行機を製造している。
バニェール＝ド＝ビゴール、バレージュ、コトゥレの温泉地がある。
観光業は県第一の産業で、巡礼地ルルド、ラ・モンジー一帯のスキー場、ガヴァルニー圏谷、ミディ・ド・ビゴール峰自然保護区周囲で発展している。またトゥールマレ峠を中心としたこの一帯は毎年7月に行われる自転車ロードレース「ツール・ド・フランス」のコースに選ばれることが多く、例年世界中からたくさんの観客・サイクリストを集めている。

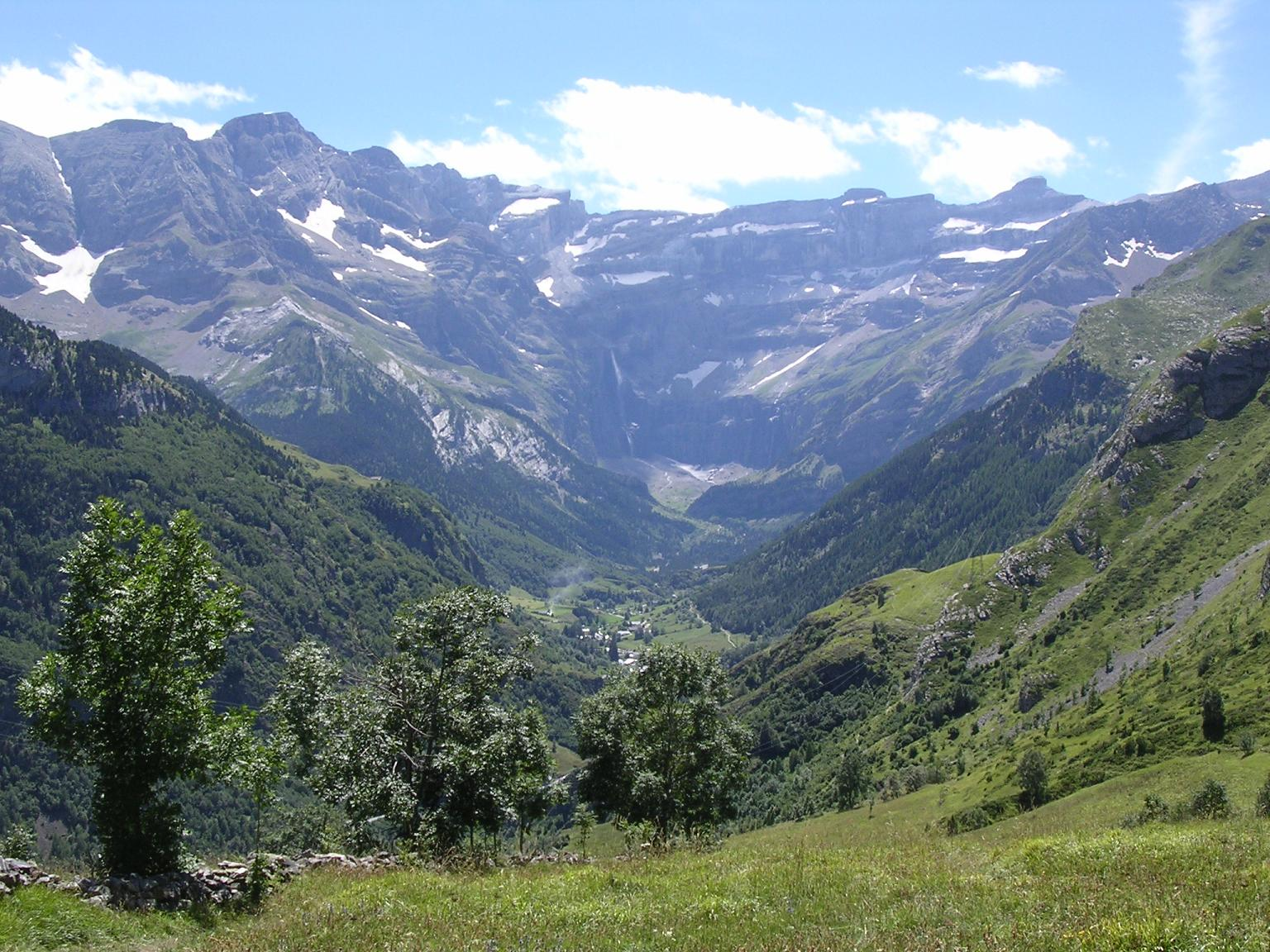
氷河に削られて生まれたガヴァルニー圏谷
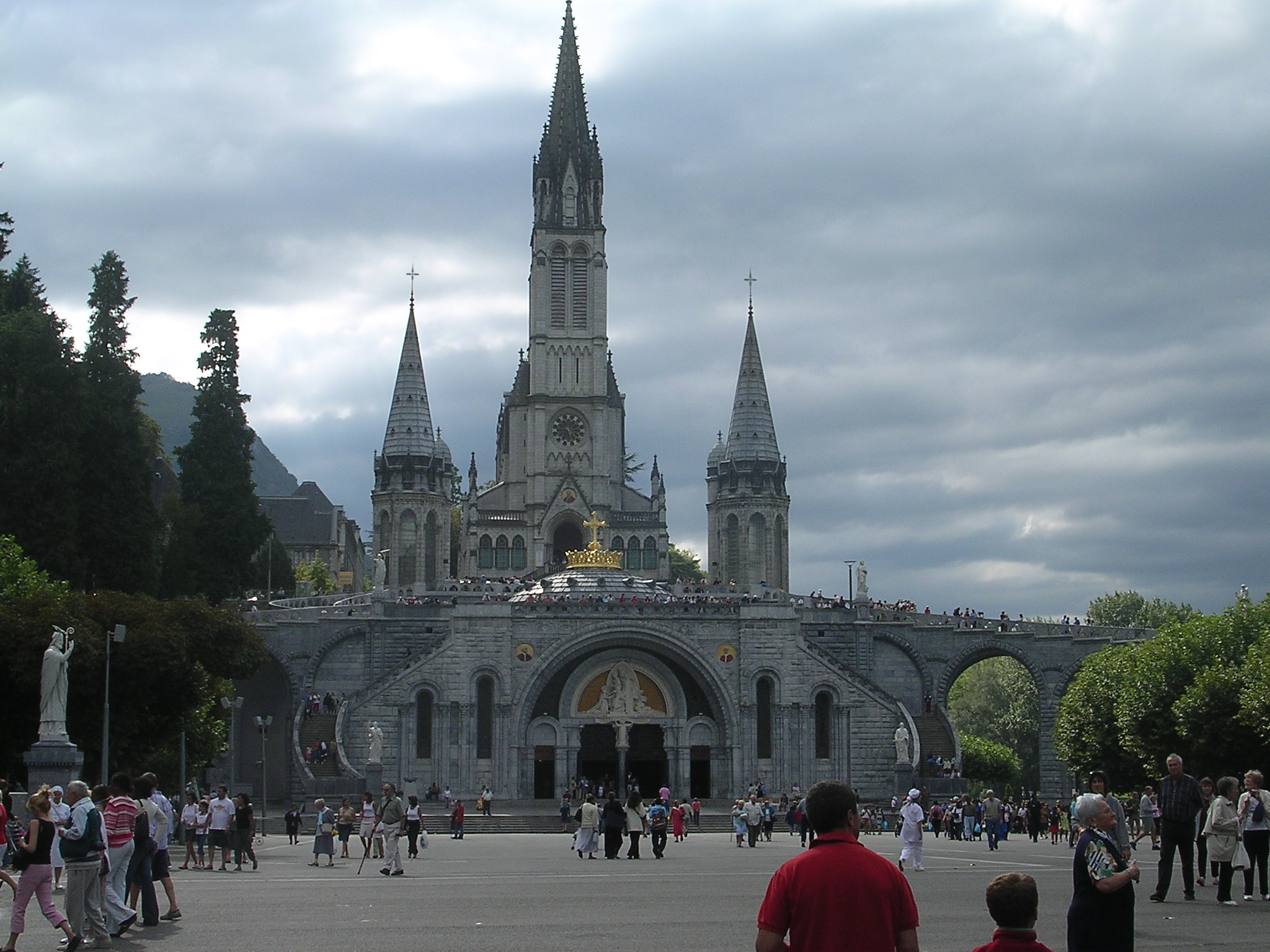
カトリックの巡礼地ルルド
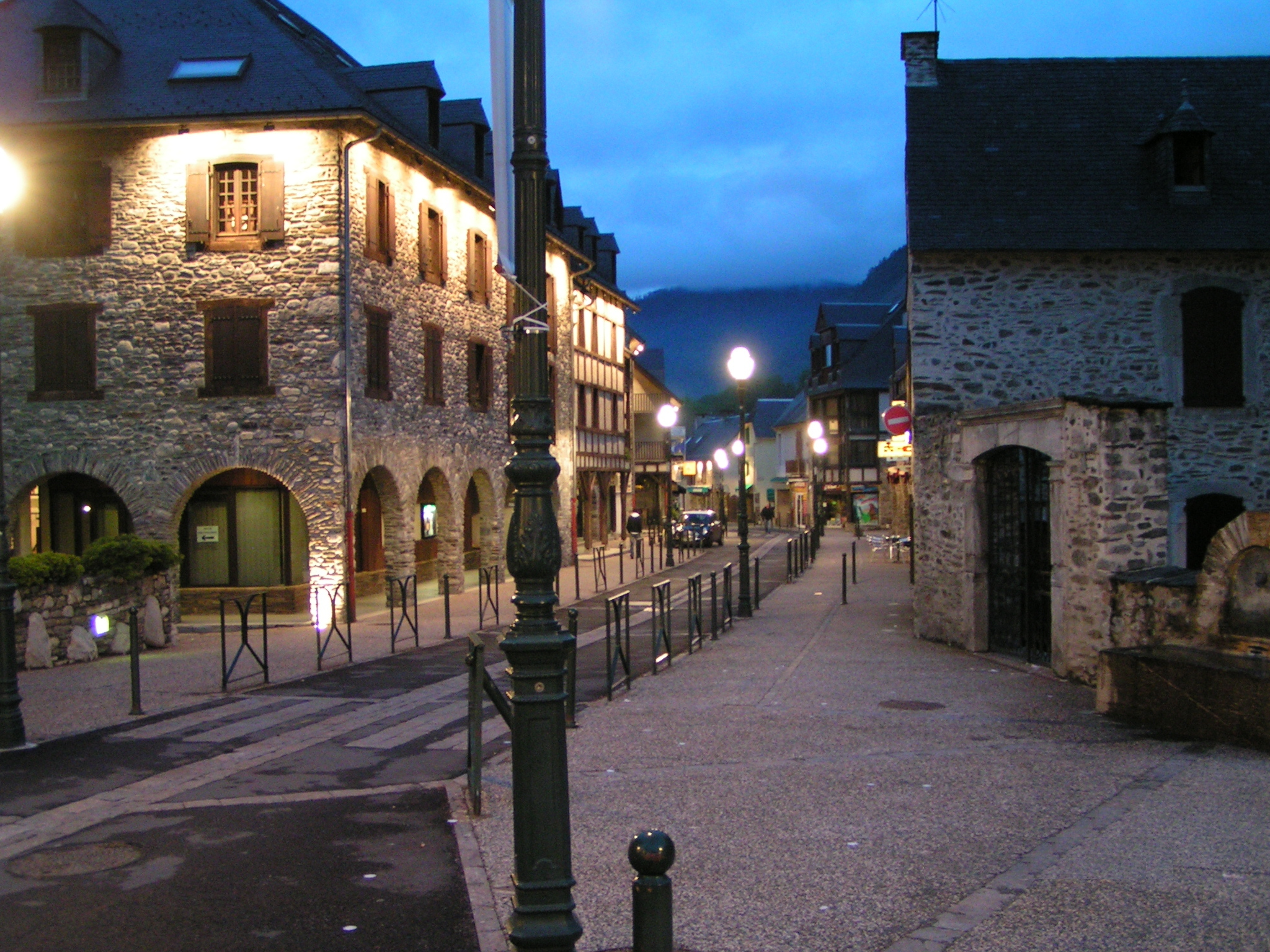
サン＝ラリ＝スランの町並み
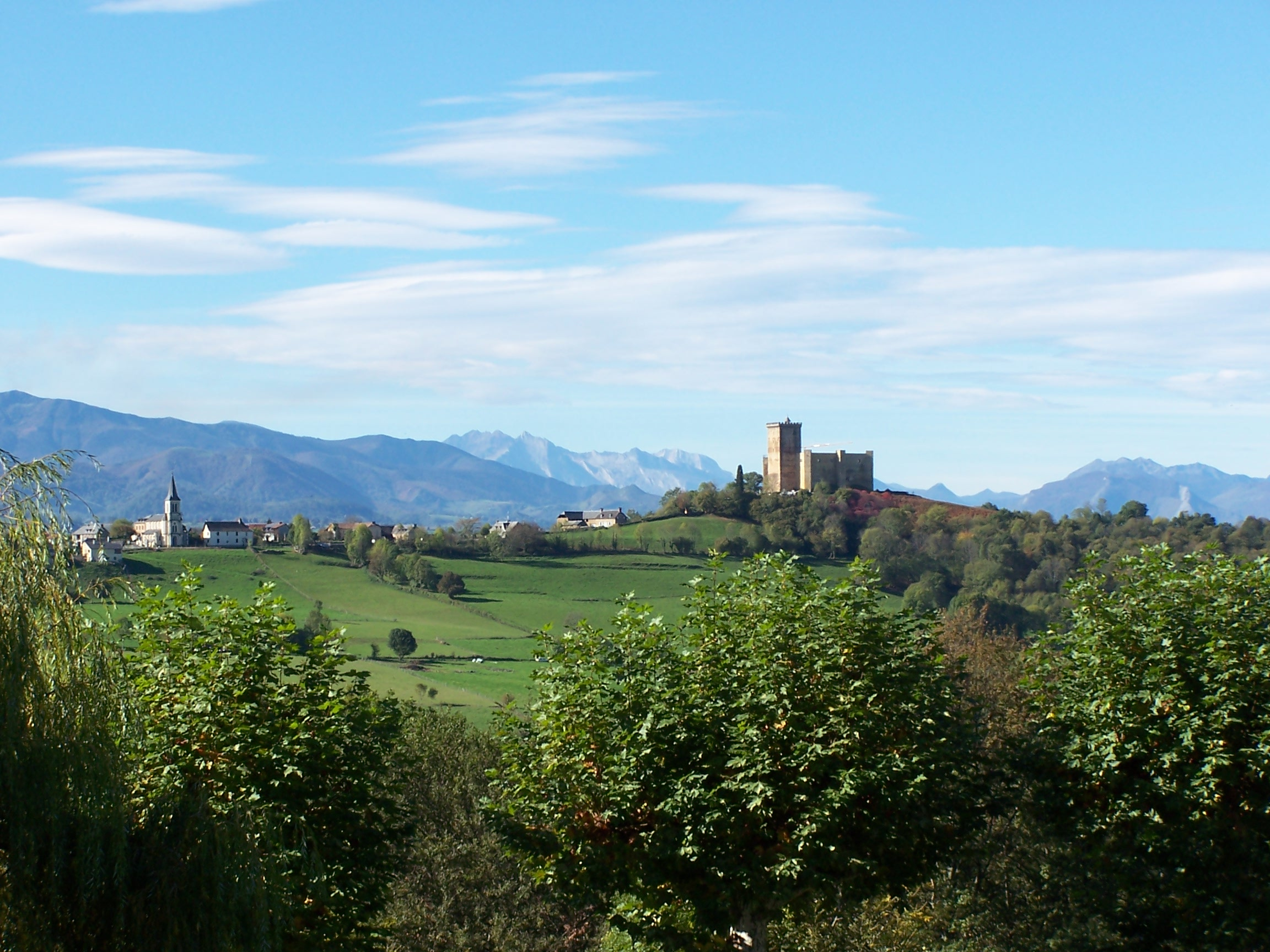
モーヴザン城